# Reaktor AP1000
AP1000 Reaktor (ang. Advanced Passive) 1000 je tlačnovodni reaktor generacije III+ ameriškega proizvajalca Westinghouse. Reaktor je načrtovan z pasivnimi varnostnimi sistemi, to pomeni da je v primeru nevarnosti reaktor še vedno stabilen, tudi brez človeškega posredovanja.
Decembra 2005 je ameriška atomska agencija NRC (Nuclear Regulatory Commission) certificirala AP1000.Decembra 2011 je NRC dala konstruktorsko dovoljenje za prvi reaktor v ZDA, po več kot 30 letih. Februarja 2012 je NRC odobrila izgradnjo še dveh reaktorjev.
Leta 2008 je Kitajska začela z gradnjo štirih reaktorjev AP1000-2005. 
Westinghouse je izdelal tudi reaktor v nuklearni elektrarni Krško, sicer manjši (696 MWe). AP1000 je najverjetnejši kandidat, če pride do NEK 2.

## Načrtovanje
AP1000 je tlačnovodni reaktor z neto močjo 1117 MWe električne energije. AP1000 je naslednik AP600, v bistvu močnejši reaktor s skoraj istimi dimenzijami.
Dizajn je precej bolj poceni za izgradnjo kot drugi GEN III reaktorji, deloma zato, ker uporablja obstoječo tehnologijo. 
Nov reaktor ima:
- 50% manj varnostnih ventilov
- 35% manj črpalk
- 80% manj varnostnih cevi
- 85% manj kontrolnih kablov
- 75% manj jekla in betona

AP1000 je bolj kompakten in potrebuje manj zemljišča kot podobni reaktorji. Nevarnost poškodbe jedra (ang. core damage frequency) je 5.09 × 10−7 za reaktor za leto.. Obstajajo tudi načrti za večji CAP1400 (1400MWe) in CAP1700 (1700MWe) električne moči.
Reaktor bo precej bolj varen, npr. pasivni sistemi bodo delovali 72 ur tudi če ni človeškega posredovanja.